# Johan Jensen

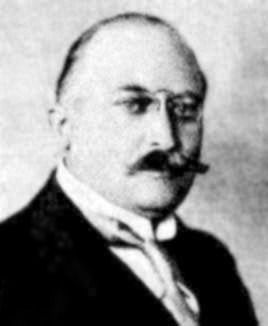
Johan Jensen

Johan Ludwig William Valdemar Jensen (Nakskov, 1859. május 8. – Koppenhága, 1925. március 5.) dán matematikus, a róla elnevezett Jensen-egyenlőtlenség és a Jensen-formula megalkotója.

## Életpályája
Johan Ludwig Jensen édesapja az a fajta személy volt, aki különböző projektek egész sorának állt neki, mégis kiváló oktatása ellenére a projektek pénzügyi kudarcba fulladtak. Amikor Jensen fiatal volt, édesapja Svédországban állást kapott egy birtok irányítójaként az ország északi részén. Jensen mindig azt vallotta később, hogy gyerekkorának ezen évei voltak a legszebbek életében.
Amikor édesapja elvesztette állását, visszatértek Dániába és Jensen befejezte iskoláit Koppenhágában. 1876-ban elkezdte a tudományegyetemet, ahol tudományos tantárgyak egész sorát tanulta, beleértve a fizikát, a kémiát és a matematikát. Azonban ahogy kezdte elveszíteni az érdeklődését egyéb témák iránt, úgy a teljes figyelmét a matematikának szentelte, amit az összes közül a legjobban szeretett. Félredobva minden tantárgyat, kivéve a matematikát, nekiállt saját kutatásoknak és még diákként publikálta első munkáját.
Jensen elsősorban saját magát képezte a kutatói szintű matematikában és soha nem töltött be egyetemi tisztséget. Azokban az időkben, mikor csak a matematika töltötte ki érdeklődését, várható volt, hogy ilyen képességekkel rendelkezve megszerzi majd a kutatói diplomát, de ő elfogadott egy állást egy telefonos cégnél. Ezzel nem hagyta abba a matematikai kutatásait, csak pénzt keresett a megélhetéséhez, hogy továbbra is élvezhesse a matematikusi létet. Az állása a Nemzetközi Bell Telefon Társaság Koppenhágai Részlegén volt, ahol nem véletlenül kiérdemelte a figyelmet a képességei és a kemény munkája által.
A következő évben, 1882-ben a Nemzetközi Bell Telefon Társaság Koppenhágai Részlege lett a Koppenhágai Telefon Társaság. A cég virágzott nem utolsósorban Jensen magas szintű tudományos szakértelmének köszönhetően. 1890-ben a műszaki részleg vezetője lett és 1924-ig dolgozott a cégnél. Egész életében Jensen amatőr matematikus volt, aki csak a szabad idejében foglalkozott matematikával. Azonban nagyon magas szaktudást szerzett matematikusként, miközben telefonos szakemberként dolgozott.
Jensen hozzájárult a Riemann hipotézishez, bebizonyítva egy állítást, amelyet el is küldött Mittag-Leffnernek, aki publikálta is 1899-ben. A tétel jelentős, de nem vezetett megoldásra a Riemann hipotézis esetében, ahogy Jensen remélte.
Továbbá tanulmányozta a végtelen sorokat, a gamma-függvényt és a konvex függvényekre vonatkozó egyenlőtlenségeket. Egy munkájában, amelyet az Acta Mathematica-ban publikált 1906-ban, Jensen bebizonyított egy egyenlőtlenséget a konvex függvényekre, amelynek egy sereg klasszikus egyenlőtlenség a speciális esete.
Weierstrass volt az ideálja, és a munkái a pontos és precíz kifejtés mintái.